# エレーナ・クリカノワ
エレーナ・クリカノワ（ロシア語: Елена Крыканова、ラテン翻字：Elena Krikanova）は、旧ソビエト連邦の女性フィギュアスケートアイスダンス選手。1984年、1985年、1986年世界ジュニア選手権優勝。パートナーはエフゲニー・プラトフ。

## 経歴
1983-1984年シーズン、札幌市で行われた世界ジュニア選手権で優勝を果たす。なお、このシーズンの世界ジュニア選手権は1983年のNHK杯を兼ねて行われた。1984-1985年シーズン、1985-1986年シーズンの世界ジュニア選手権も制し、史上初の3連覇を達成したが、のちに解散。

## 主な戦績
| 大会/年       | 1983-84 | 1984-85 | 1985-86 |
| ------------- | ------- | ------- | ------- |
| 世界Jr.選手権 | 1       | 1       | 1       |